# Ломич, Марко
Ма́рко Ло́мич (серб. Марко Ломић; 13 сентября 1983, Чачак, СФРЮ) — сербский футболист, защитник.

## Биография
5 июля 2010 года подписал контракт с московским «Динамо» сроком на три года. 8 мая 2011 года забил первый гол за «Динамо», в добавленное время сравняв счёт в матче против ЦСКА (2:2)
Провёл за сборную Сербии 3 матча. Первый матч завершился победой сербов над сборной Японии со счётом 3:0. Матч квалификационного раунда чемпионата Европы 2012 против сборной Эстонии завершился поражением сербов со счётом 1:3. Марко в этом матче отметился хорошим ударом со штрафного, который вытащил вратарь сборной Эстонии.
4 июля 2014 года на правах свободного агента перешёл в «Мордовию».